# Курессааре
Ку́рессааре (эст. Kuressaare; c 1952 по 1988 год — Ки́нгисепп; до 1917 года — А́ренсбург) — город в Эстонии, на острове Сааремаа, в прошлом так называли весь архипелаг, а остров носил название Курессааре, крупнейший населённый пункт и административный центр уезда Сааремаа. В городе расположены морская гавань Роомассааре и одноимённый аэропорт.

## Этимология
До 1917 года город имел название Аренсбург (нем. A(h)rensburg), которое восходит к устаревшему немецкому слову Aar — «орёл», то есть Аренсбург —  «орлиный замок». С обретением независимости Эстонией в 1918 году город получил современное название Курессааре (эст. Kuressaare), которое происходит от двух эстонских слов: кург (мн. куред) — «журавль» и саар — «остров», то есть — «журавлиный остров». После присоединения Эстонии к СССР, в 1952 году, город получил название Кингисепп (эст. Kingissepa), по фамилии советского революционера Виктора Кингисеппа. 23 июня 1988 года городу вернули название Курессааре.

## География
Расположен на южном берегу крупнейшего эстонского острова Сааремаа, на берегу Рижского залива. Является самым западным городом Эстонии.

## Климат
Климат города переходный от умеренно-морского к умеренно континентальному, с мягкой зимой и прохладным летом. Относительная влажность воздуха — 82 % (от 74 % в мае—июне до 87 % зимой).
| Показатель                          | Янв.  | Фев.  | Март  | Апр. | Май  | Июнь | Июль | Авг. | Сен. | Окт. | Нояб. | Дек.  | Год   |
| ----------------------------------- | ----- | ----- | ----- | ---- | ---- | ---- | ---- | ---- | ---- | ---- | ----- | ----- | ----- |
| Абсолютный максимум, °C             | 11,3  | 13,8  | 15,1  | 26,0 | 29,5 | 33,4 | 34,9 | 35,0 | 29,5 | 25,6 | 18,6  | 16,4  | 35,0  |
| Средний суточный максимум, °C       | 3,2   | 3,8   | 3,8   | 10,5 | 16,6 | 21,6 | 24,7 | 22,0 | 18,1 | 11,9 | 8,8   | 4,6   | 10,5  |
| Средняя температура, °C             | −0,2  | −0,7  | 3,4   | 5,6  | 13,0 | 15,5 | 17,9 | 17,4 | 12,9 | 8,4  | 2,8   | 1     | 6,9   |
| Средний суточный минимум, °C        | −4,9  | −4,2  | −2,8  | 3,4  | 6,7  | 12,4 | 15,1 | 14,7 | 9,8  | 6,7  | 3,6   | −3,1  | 4,5   |
| Абсолютный минимум, °C              | −17,6 | −19,8 | −15,6 | −7   | 1,8  | 5,0  | 8,7  | 6,3  | −0,1 | −6   | −14,4 | −18,6 | −19,8 |
| Норма осадков, мм                   | 44    | 31    | 33    | 35   | 32   | 49   | 58   | 63   | 71   | 72   | 72    | 59    | 617   |
| Температура воды, °C                | 2     | 2     | 2     | 7    | 11   | 16   | 19   | 21   | 16   | 10   | 8     | 4     | 9,7   |
| Источник: EMHI Туристический портал |       |       |       |      |      |      |      |      |      |      |       |       |       |

## История

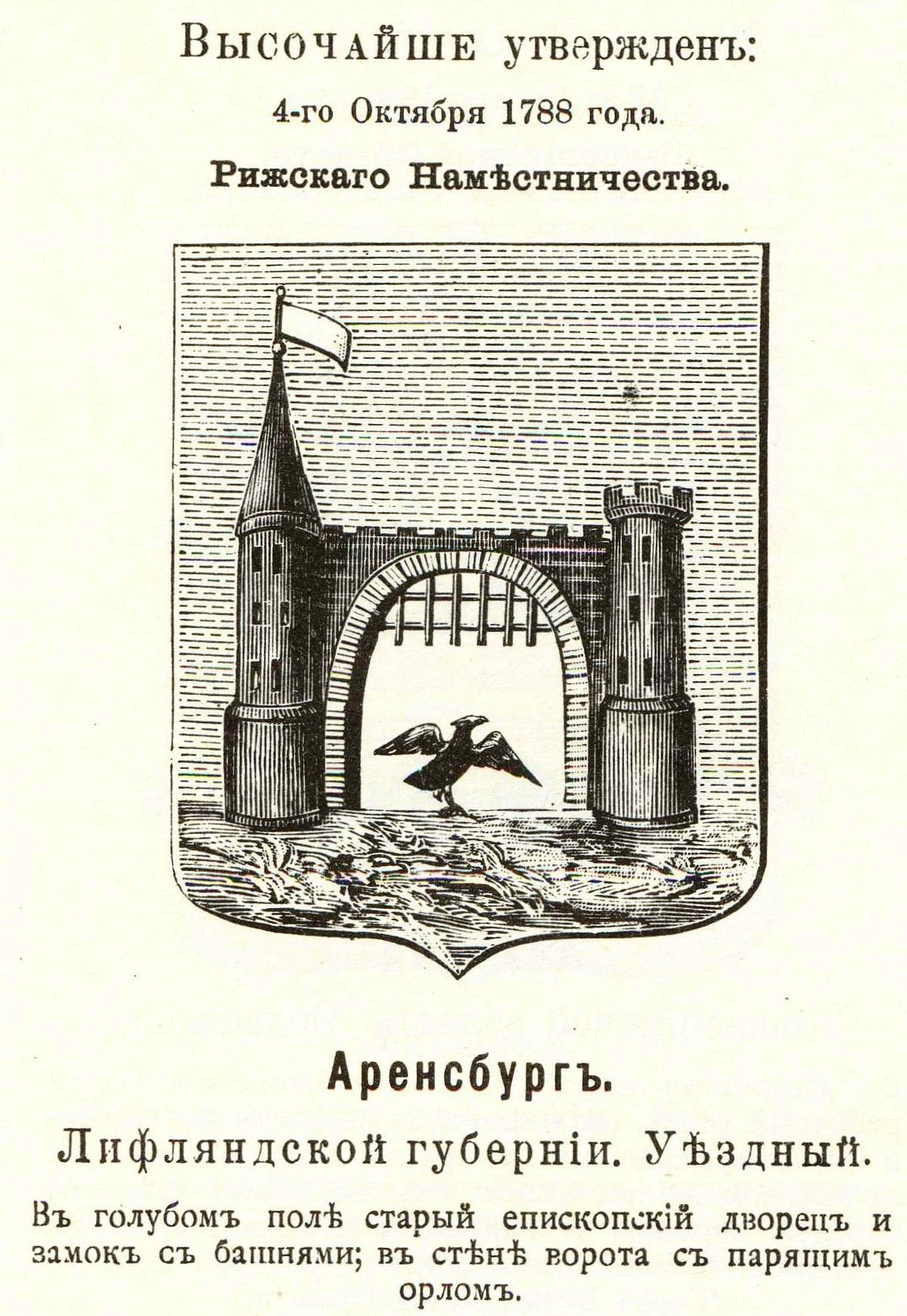
Герб города 1785 года

### Средневековье
Археологи считают, что до замка на этом месте были деревянные строения и торговый рынок.
Современный Курессааре расположен на месте бывшего замка священнослужителей, впервые упомянутого в летописях от 1381 года.
В 1559 году он был продан Датскому королевству, после чего, 8 мая 1563 года, ему была предоставлена городская хартия и соответственно статус города по примеру Риги.
По Брёмсебрускому договору 1645 года город был передан под управление Шведского королевства, под юрисдикцией которого и находился вплоть до 1721 года.
Впервые шведский контроль над городом (и островом) был прерван в 1710 году, когда русская армия 15 (26) августа сожгла город, тогда называвшийся Аренсбург, поскольку основную массу его жителей составляли балтийские шведы, немцы и датчане. В 1721 году, по Ништадскому мирному договору город официально вошёл в состав Российской империи.

### В Российской империи
В 1721—1917 годах город официально находился в составе Российской империи, превратившись в знаменитый курорт для высшего класса. Аренсбургская крепость была упразднена именным указом Екатерины II от 30 апреля (11 мая) 1785 года.
После русско-шведской войны 1788—1790 годов основная масса шведского населения острова была вынуждена покинуть его по указу Екатерины Великой и переселилась на Украину, в село Старошведское.
В ходе Первой мировой войны город 1 (14) октября 1917 года был оккупирован германскими войсками в ходе Моонзундской операции.

### Эстонская Республика (1918—1940 годы)
После вывода германских оккупационных войск в конце 1918 года город вошёл в состав независимой Эстонской Республики и стал административным центром уезда Сааремаа. В период эстонской независимости официально употреблялось эстонское название города — Курессааре.

### Советский период
В 1940 году город вошёл в состав Эстонской ССР.
22 сентября 1941 года город был оккупирован германскими войсками. 7 октября 1944 года освобожден войсками 7-й эстонской стрелковой дивизии 8-го стрелкового корпуса 8-й армии Ленинградского фронта в ходе Моонзундской десантной операции.
26 сентября 1950 года город стал центром Курессаареского района.
В 1952 году город был переименован в честь своего уроженца, эстонского коммуниста Виктора Кингисеппа и до 1988 года назывался Кингисеппом (не путать с городом Кингисепп [ранее Ямбургом] в Ленинградской области). До 1990 года был центром Кингисеппского района.
Летом 1980 года в замке Курессааре и его окрестностях студией «Укртелефильм» был снят фильм «Лючия ди Ламмермур».

### В независимой Эстонии
В 1990 году Курессааре стал первым самоуправляемым городом в составе Эстонской Республики.
До 20 октября 2017 года Курессааре был городским муниципалитетом.

## Население

### Численность населения
| 1782 | 1816 | 1825 | 1833 | 1835 | 1840 | 1847 | 1856 | 1863 | 1867 | 1881 | 1897 | 1922 | 1934 | 1939 | 1940 | 1941 | 1959 |
| ---- | ---- | ---- | ---- | ---- | ---- | ---- | ---- | ---- | ---- | ---- | ---- | ---- | ---- | ---- | ---- | ---- | ---- |
| 1205 | 1988 | 1691 | 1685 | 2544 | 2993 | 2725 | 3736 | 3378 | 3256 | 3454 | 4603 | 3364 | 4478 | 4948 | 4474 | 5568 | 9720 |

| 1970   | 1979   | 1989   | 2000   | 2010   | 2011   | 2017   | 2018   | 2019   | 2020   | 2021   | 2022   | 2023   |
| ------ | ------ | ------ | ------ | ------ | ------ | ------ | ------ | ------ | ------ | ------ | ------ | ------ |
| 12 220 | 14 260 | 16 356 | 14 925 | 14 977 | 13 166 | 13 329 | 13 187 | 13 015 | 12 816 | 13 044 | 13 116 | 13 192 |

### Национальный состав
| Национальности | 1881  | 1881 | 1897  | 1897 | 1922  | 1922 | 1934  | 1934 | 1989   | 1989 | 2000   | 2000 |
| Национальности | число | %    | число | %    | число | %    | число | %    | число  | %    | число  | %    |
| -------------- | ----- | ---- | ----- | ---- | ----- | ---- | ----- | ---- | ------ | ---- | ------ | ---- |
| Всего          | 3454  | 100  | 4603  | 100  | 3364  | 100  | 4478  | 100  | 16 166 | 100  | 14 925 | 100  |
| эстонцы        | 1685  | 48,8 | 2896  | 62,9 | 2666  | 79,3 | 3938  | 87,9 | 14 999 | 92,8 | 14 548 | 97,5 |
| русские        | 248   | 7,2  | 341   | 7,4  | 156   | 4,6  | 119   | 2,7  | 833    | 5,2  | 211    | 1,4  |
| немцы          | 1421  | 41,1 | 1198  | 26,0 | 401   | 11,9 | 321   | 7,2  | 334    | 2,1  | 166    | 1,1  |
| прочие         | 100   | 2,9  | 168   | 3,6  | 141   | 4,2  | 100   | 2,2  | 334    | 2,1  | 166    | 1,1  |

### Конфессиональный состав населения
| Вероисповедания                             | 1881  | 1881 | 1897  | 1897 | 1922  | 1922 | 1934  | 1934 | 2000*  | 2000* |
| Вероисповедания                             | число | %    | число | %    | число | %    | число | %    | число  | %     |
| ------------------------------------------- | ----- | ---- | ----- | ---- | ----- | ---- | ----- | ---- | ------ | ----- |
| Всего                                       | 3454  | 100  | 4603  | 100  | 3364  | 100  | 4478  | 100  | 11 848 | 100   |
| лютеране                                    | 2673  | 77,4 | 3106  | 67,5 | 2129  | 63,3 | 2710  | 60,5 | 2592   | 21,9  |
| православные                                | 643   | 18,6 | 1430  | 31,0 | 1093  | 32,5 | 1504  | 33,6 | 562    | 4,7   |
| прочие вероисповедания, неверующие, атеисты | 138   | 4,0  | 67    | 1,5  | 142   | 4,2  | 277   | 6,2  | 8694   | 73,4  |

*Лица в возрасте от 15 лет и старше.

## Известные уроженцы и жители
- Аавик, Эвальд (род. 1941) — эстонский актёр, народный артист Эстонской ССР (1982).
- Боде, Александр Адольфович (1865—1939) — филолог, учитель словесности (преподаватель древних языков).
- Востоков, Александр Христофорович (1781—1864) — филолог, академик, введший термин «старославянский язык».
- Иво Линна (род. 12 июня 1949) — советский и эстонский певец, музыкант, киноактёр, телеведущий.
- Кан, Луис Исидор (1901—1974) — американский архитектор.
- Кингисепп, Виктор Эдуардович (1888—1922) — основатель Коммунистической партии Эстонии. В течение 36 лет (в период 1952—1988 годов) город носил его имя.
- Комбе, Кристиан — эстонский хоккеист.
- Маак, Ричард Карлович (1825—1886) — российский натуралист, исследователь Сибири и Дальнего Востока.
- Рар, Владимир Фёдорович (1880—1919) — полковник русской армии, участник Русско-японской войны и Белого движения, один из главных защитников Москвы от большевиков в 1917 году.
- Фрезе, Александр Ермолаевич (1804—1872) — горный инженер, первооткрыватель золотых россыпей на Алтае.
- Карл Вильгельм Фрейндлих (1803—1872), эстонский писатель, поэт, кистер, учитель[32].
- Щурупов, Михаил Арефьевич (1815—1901) — русский архитектор.

## Достопримечательности

«Большой Тылль и Пирет»

- Старый город (ратуша, важня, пожарное депо и другие здания)
- Епископский замок
- Церковь Святого Лаурентиуса
- Николаевская церковь (ортодоксальная церковь Святого Николая)
- Мемориальный музей Йоханнеса Аавика
- Памятник Эстонской освободительной войне
- Ветряная мельница
- Скульптура «Большой Тылль и жена его Пирет» (скульптор Тауно Кангро, высота 3,5 м)
- Кладбище Кудьяпе

## Города-побратимы
- — Таммисаари, Финляндия (с 27 ноября 1988)
- — Рённе, Дания (с 3 октября 1991)
- — Мариехамн, Финляндия (с 24 октября 1991)
- — Шёвде, Швеция (с 23 июня 1993)
- — Ваммала, Финляндия (с 30 июня 1994)
- — Турку, Финляндия (c 30 мая 1996)
- — Талси, Латвия (с 27 мая 1998)
- — Куурне, Бельгия (с 9 августа 1998)

## Галерея

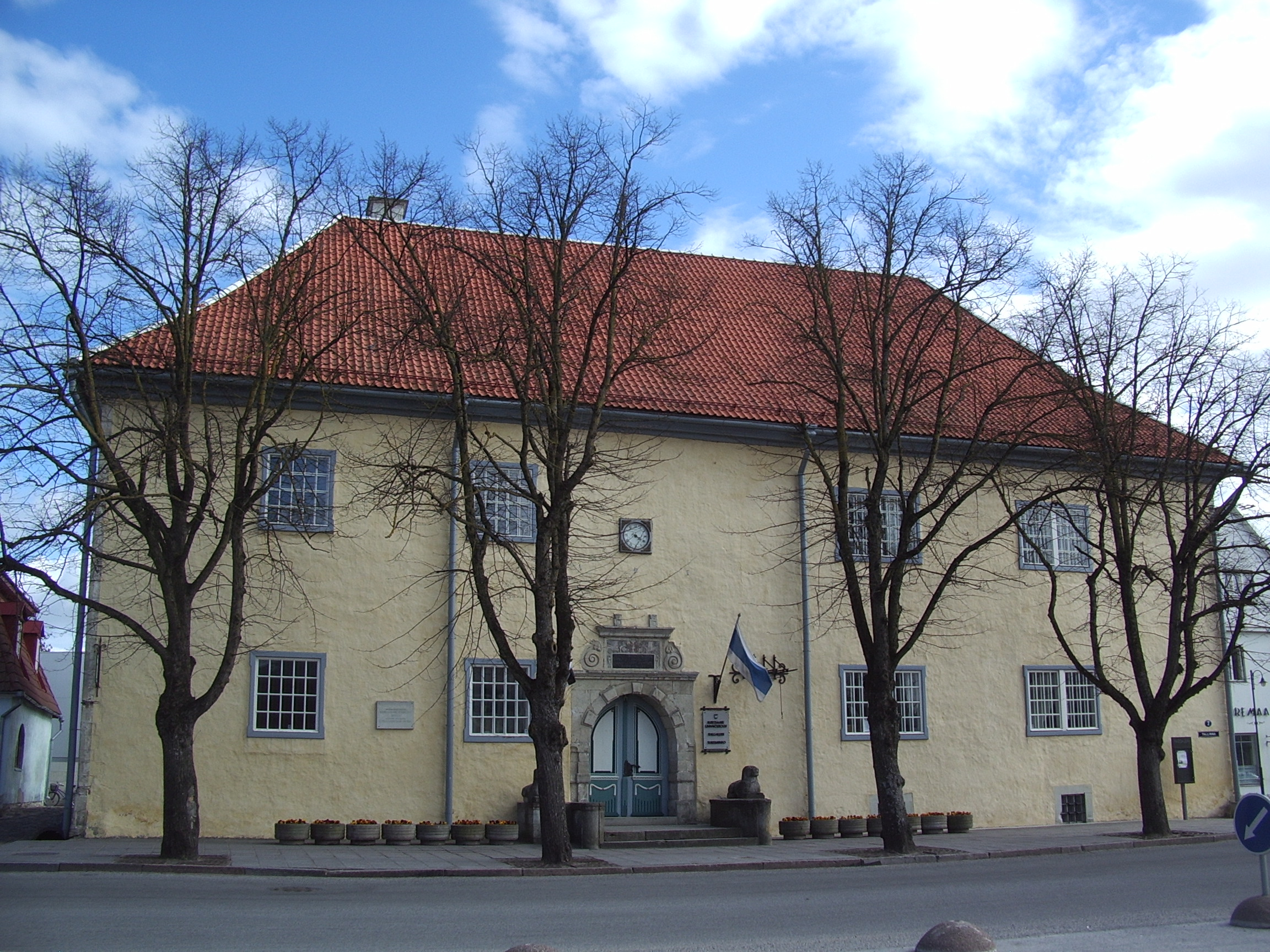
Городская ратуша
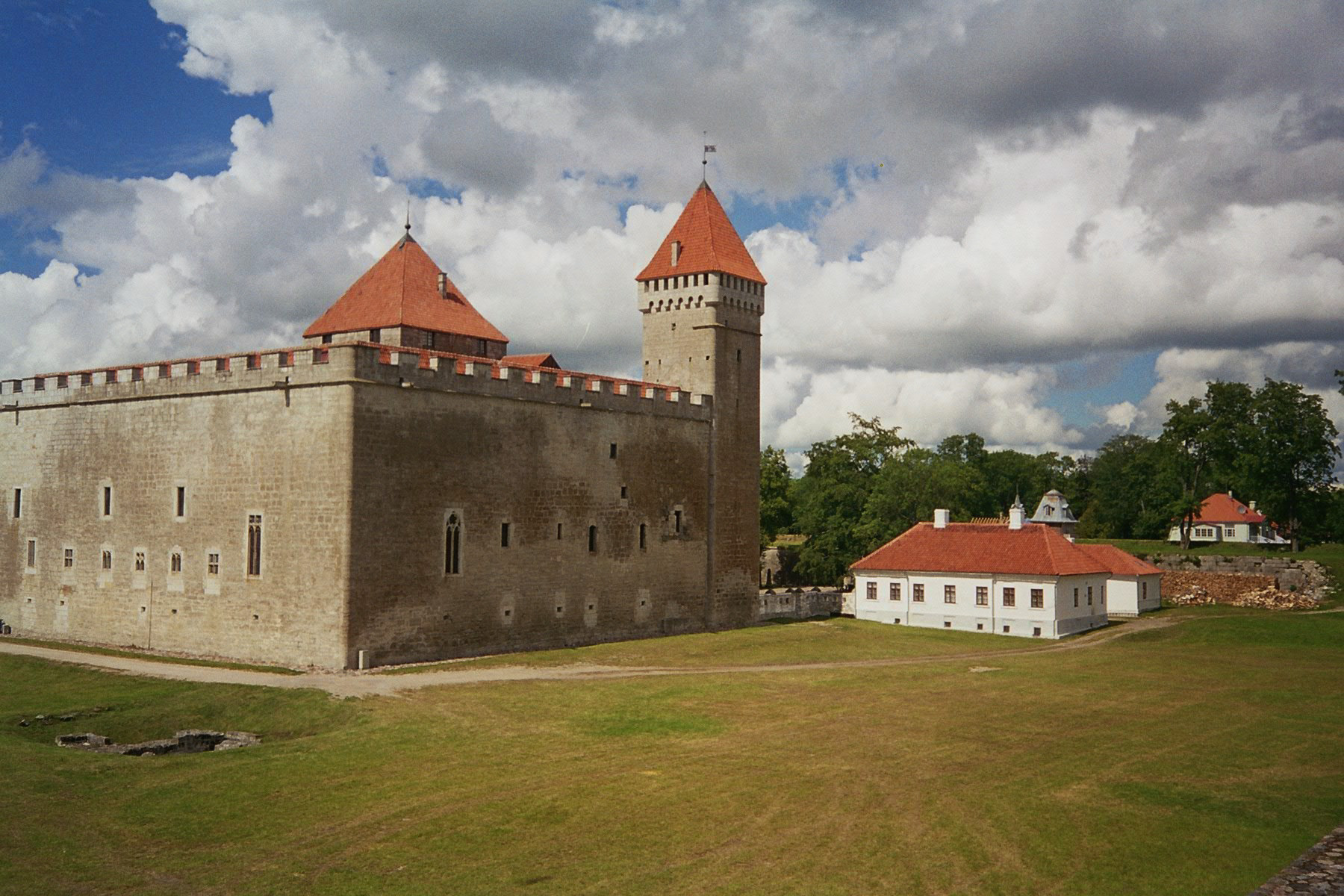
Епископский замок
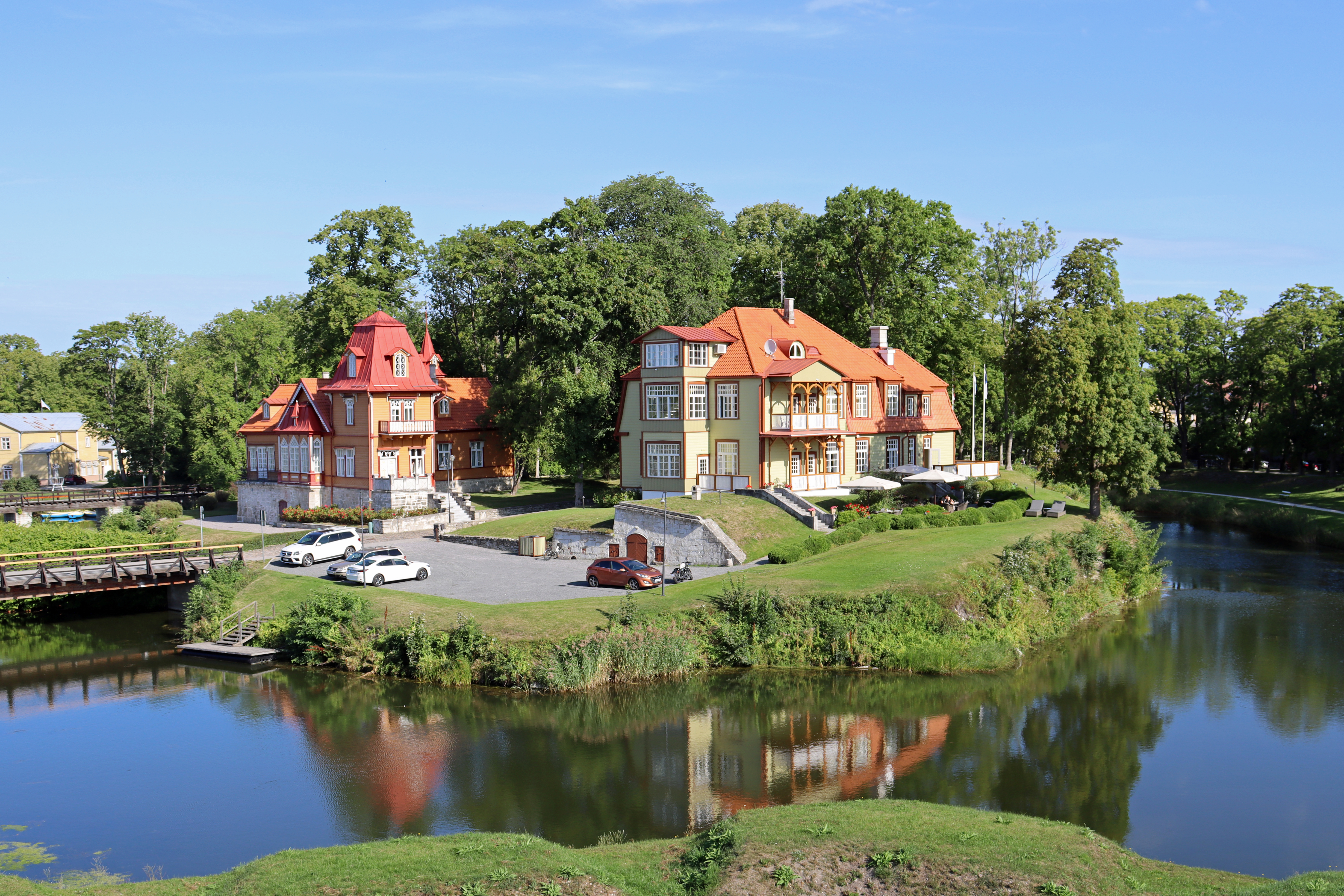
Частный дом и гостиница «Ekesparre Boutique Hotel» у замка Курессааре
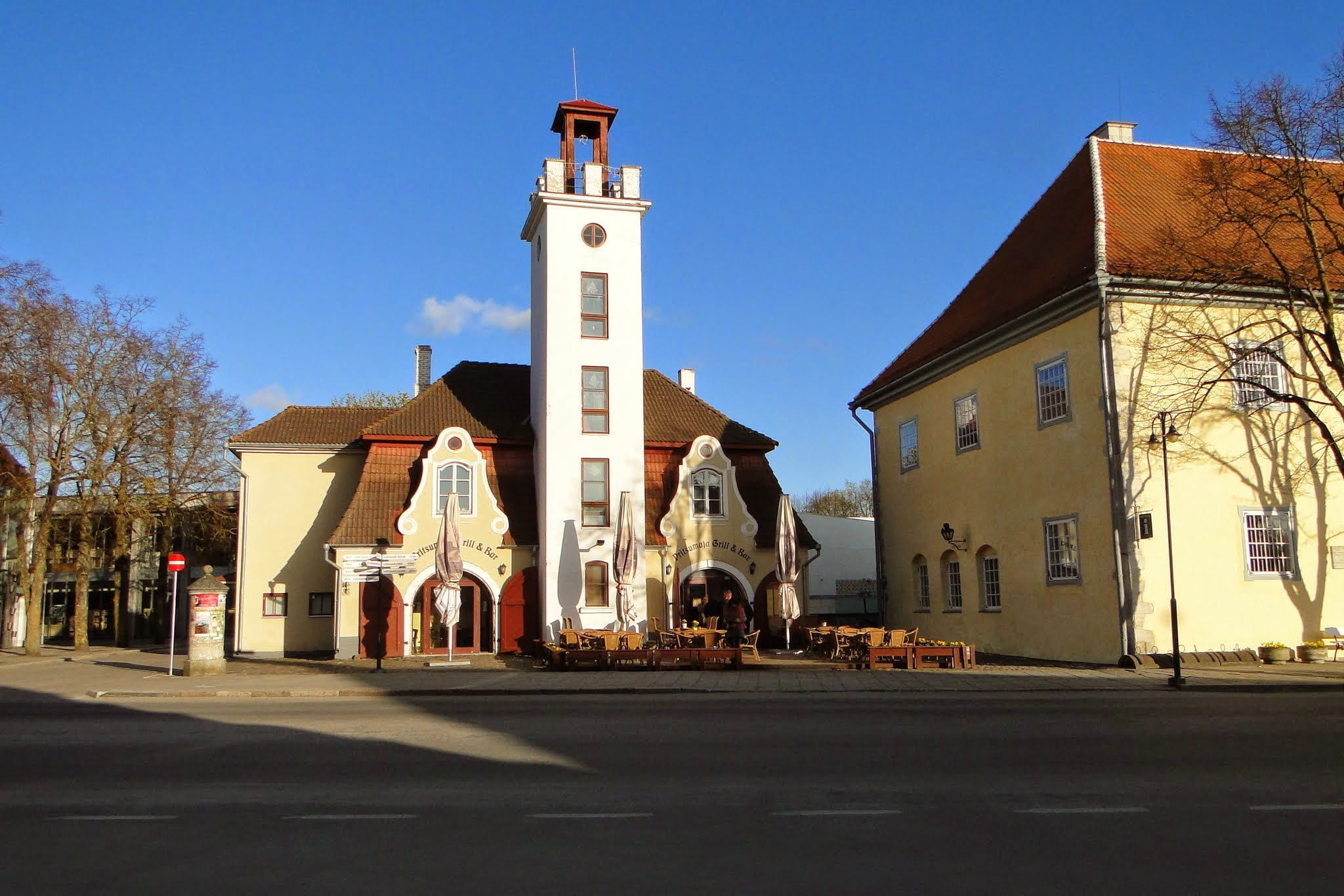
Исторические здания в центре города
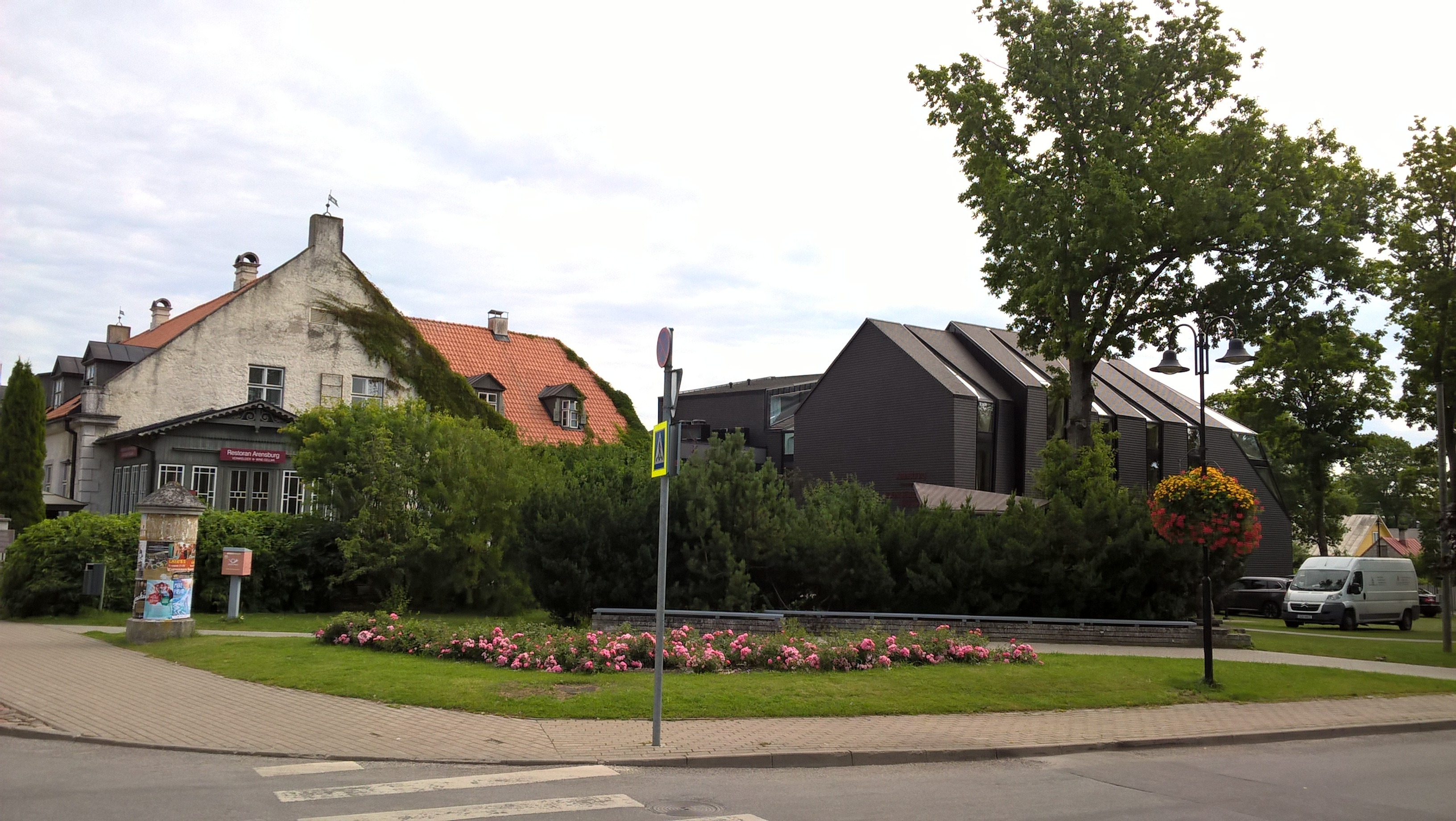
Архитектура центра города
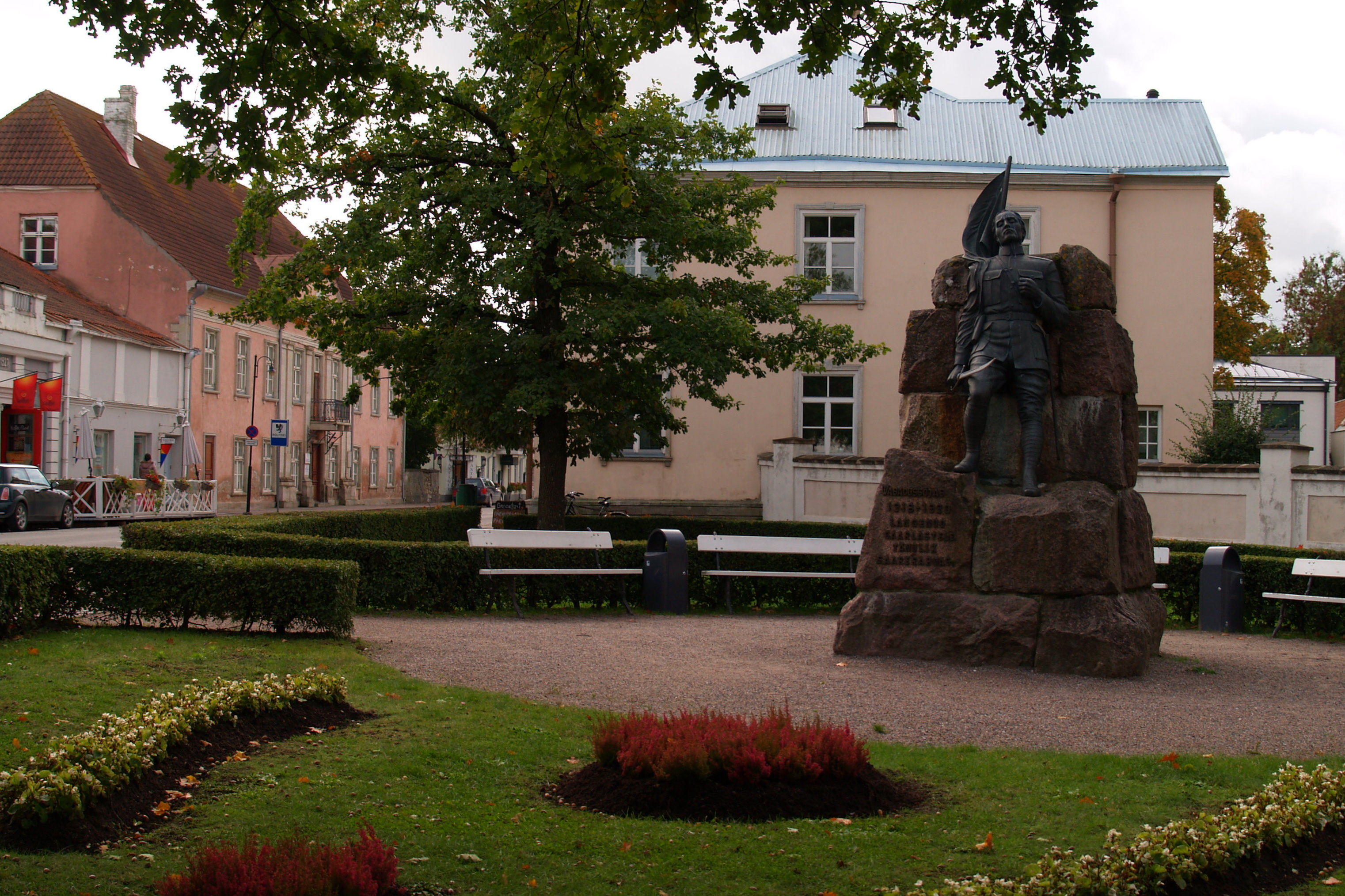
Памятник Эстонской освободительной войне
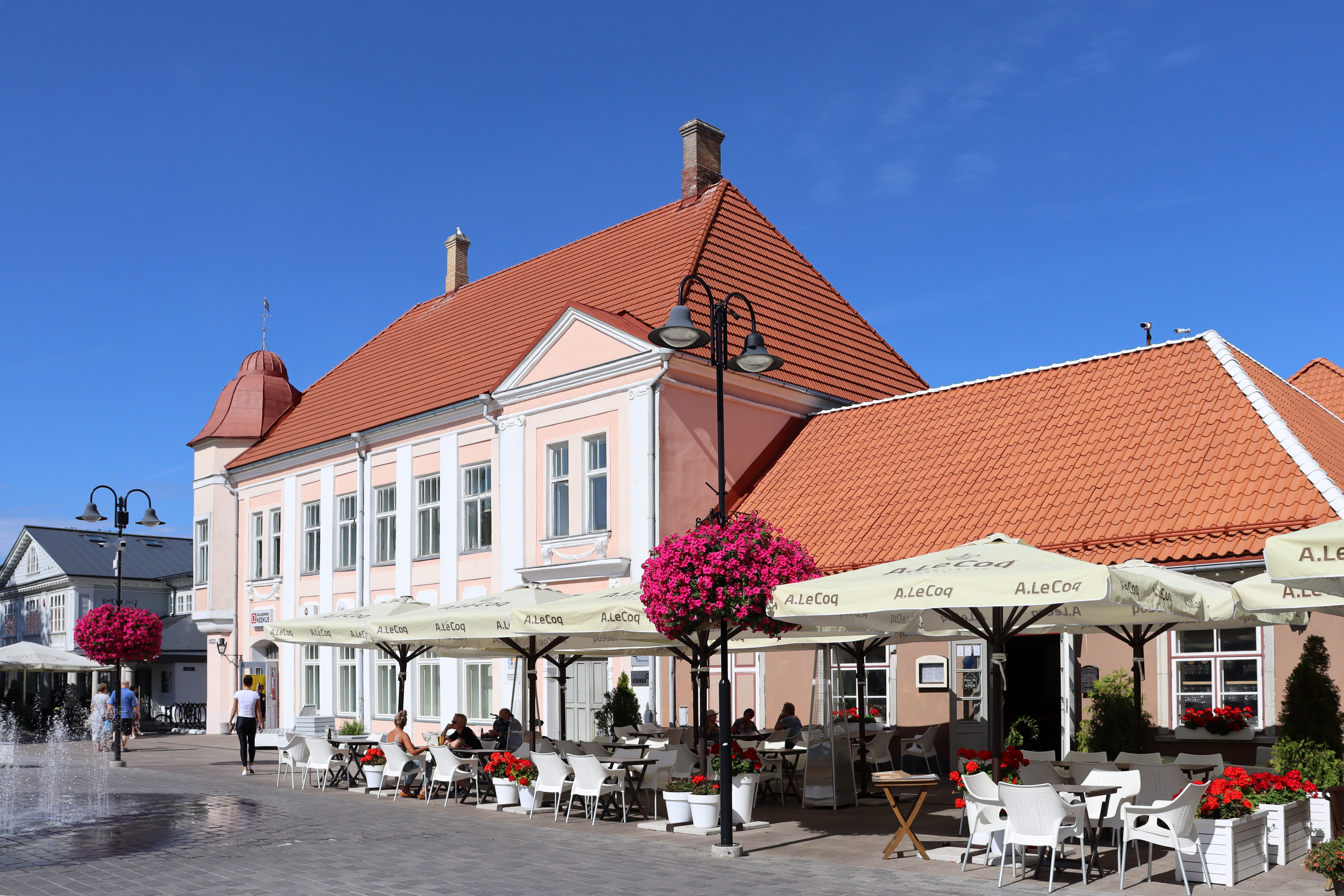
Кафе на центральной площади
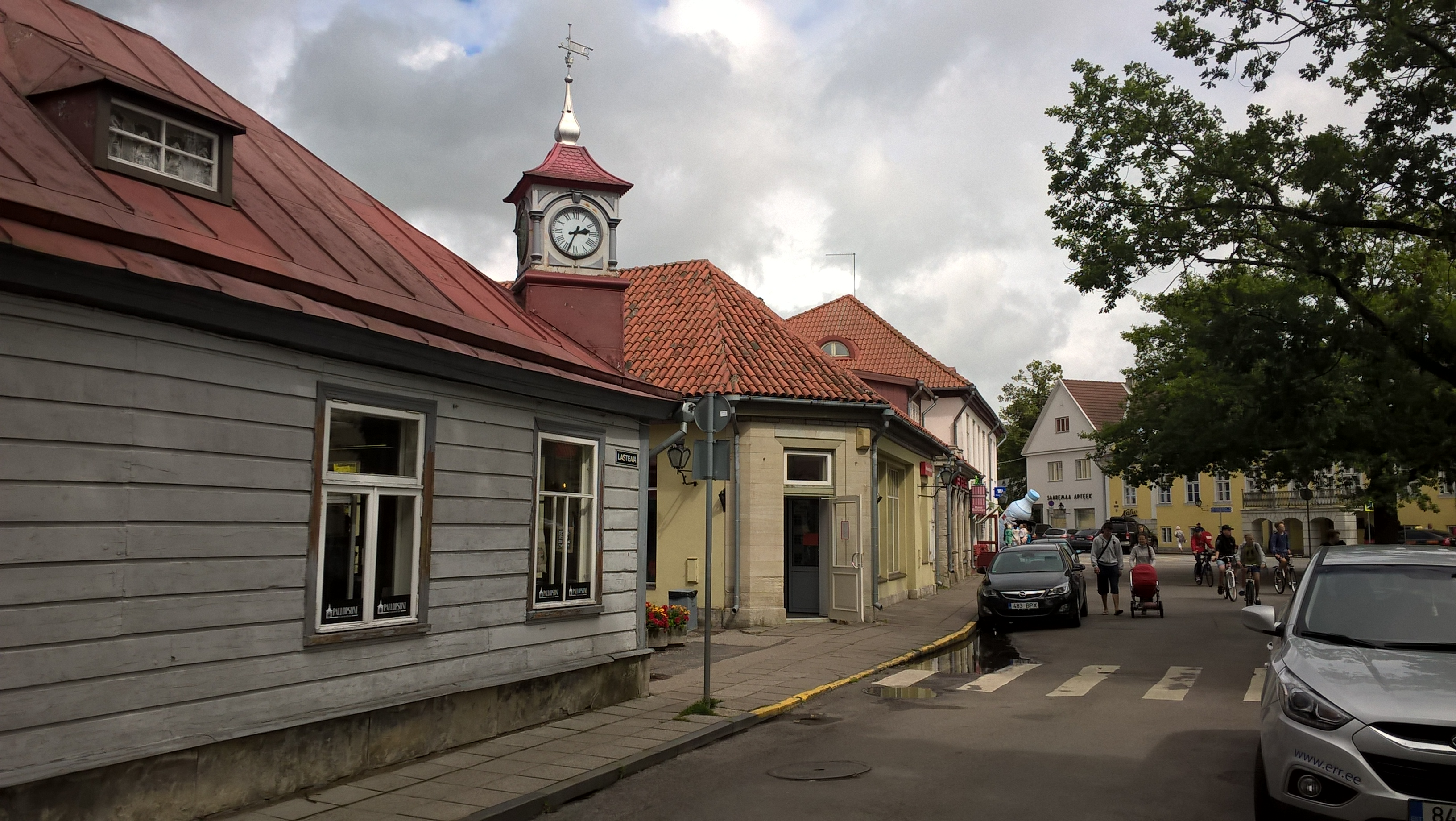
Улица в старой части города
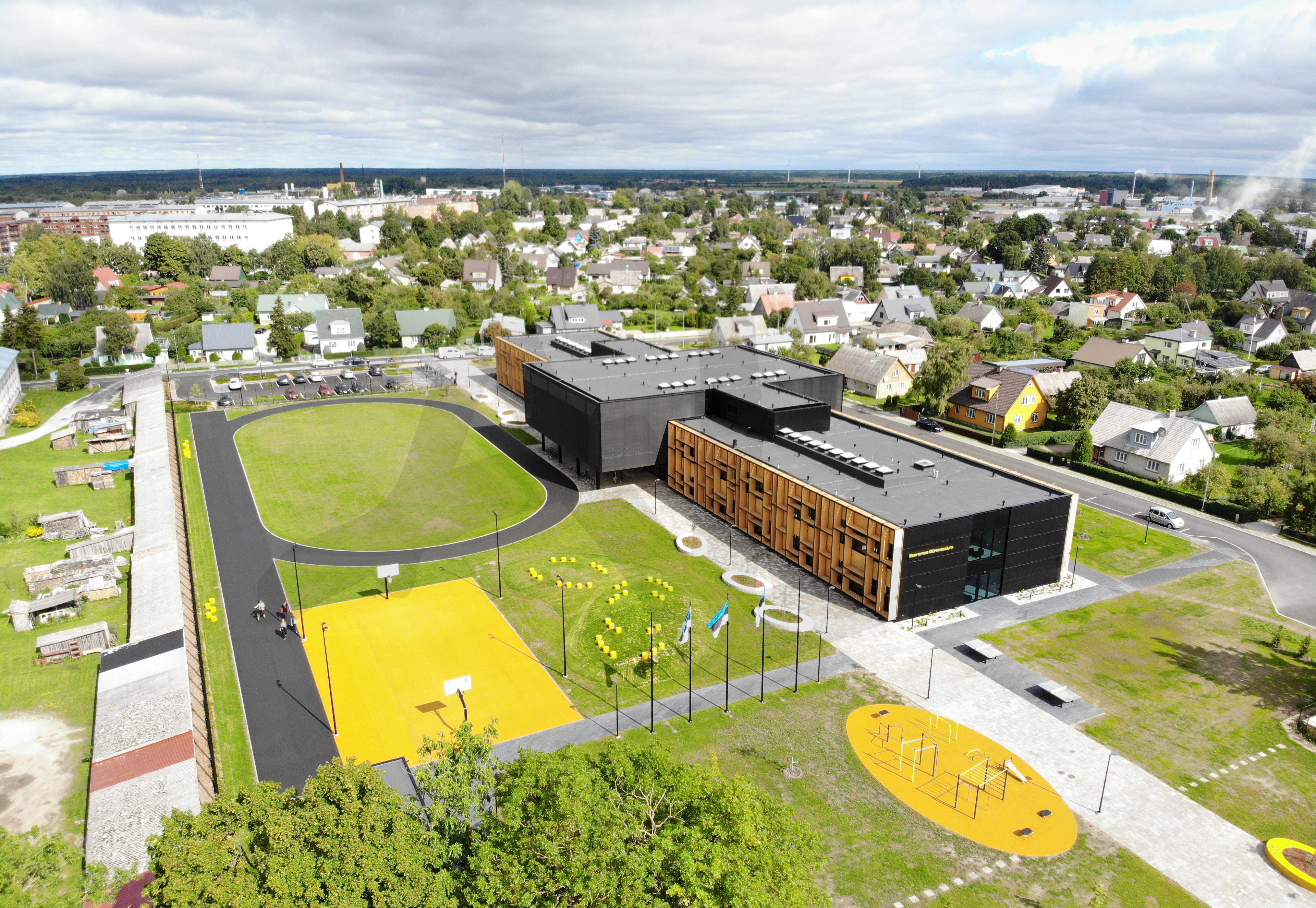
Сааремааская гимназия, улица Вяльяку 8
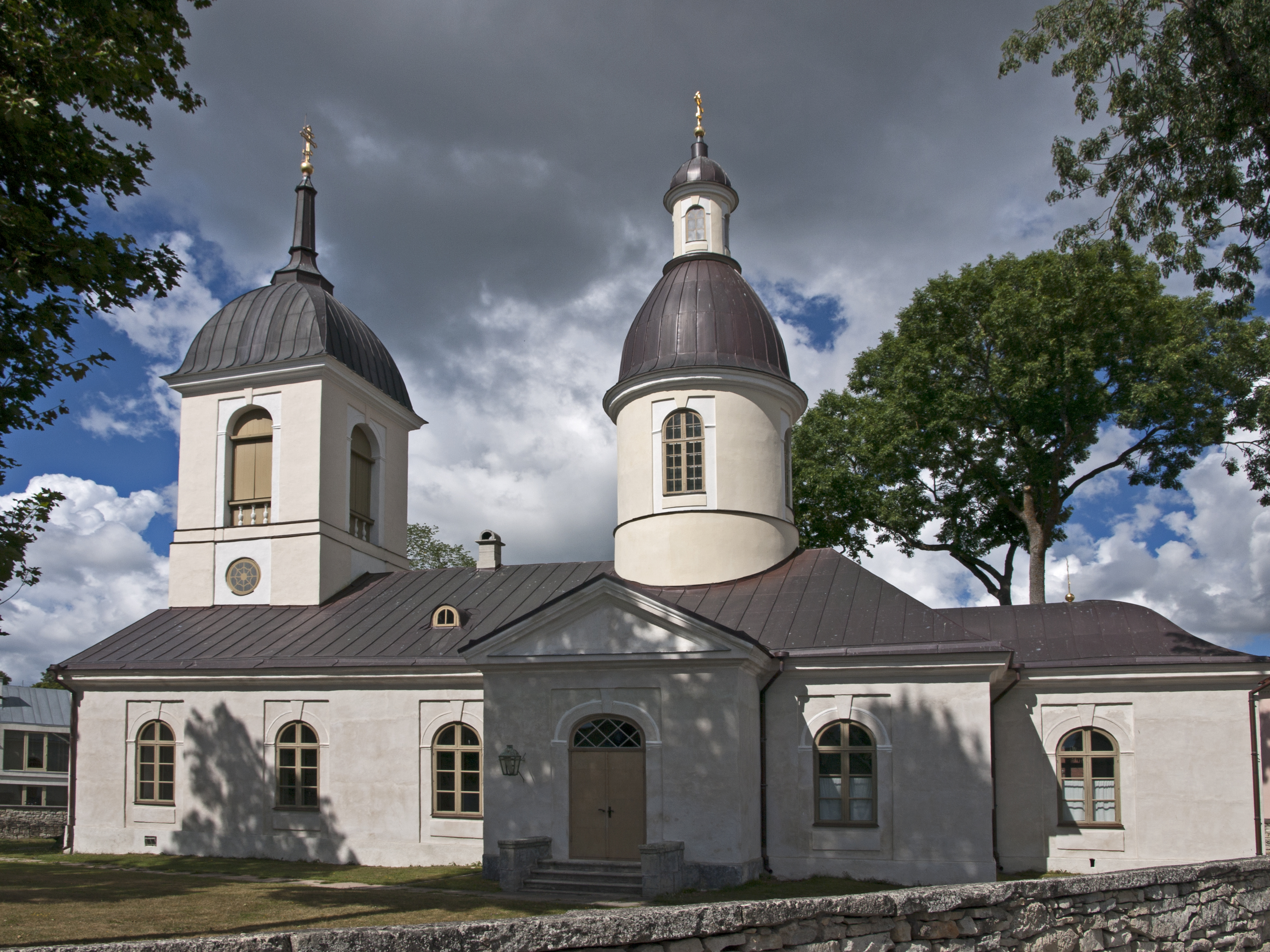
Ортодоксальная церковь Святого Николая
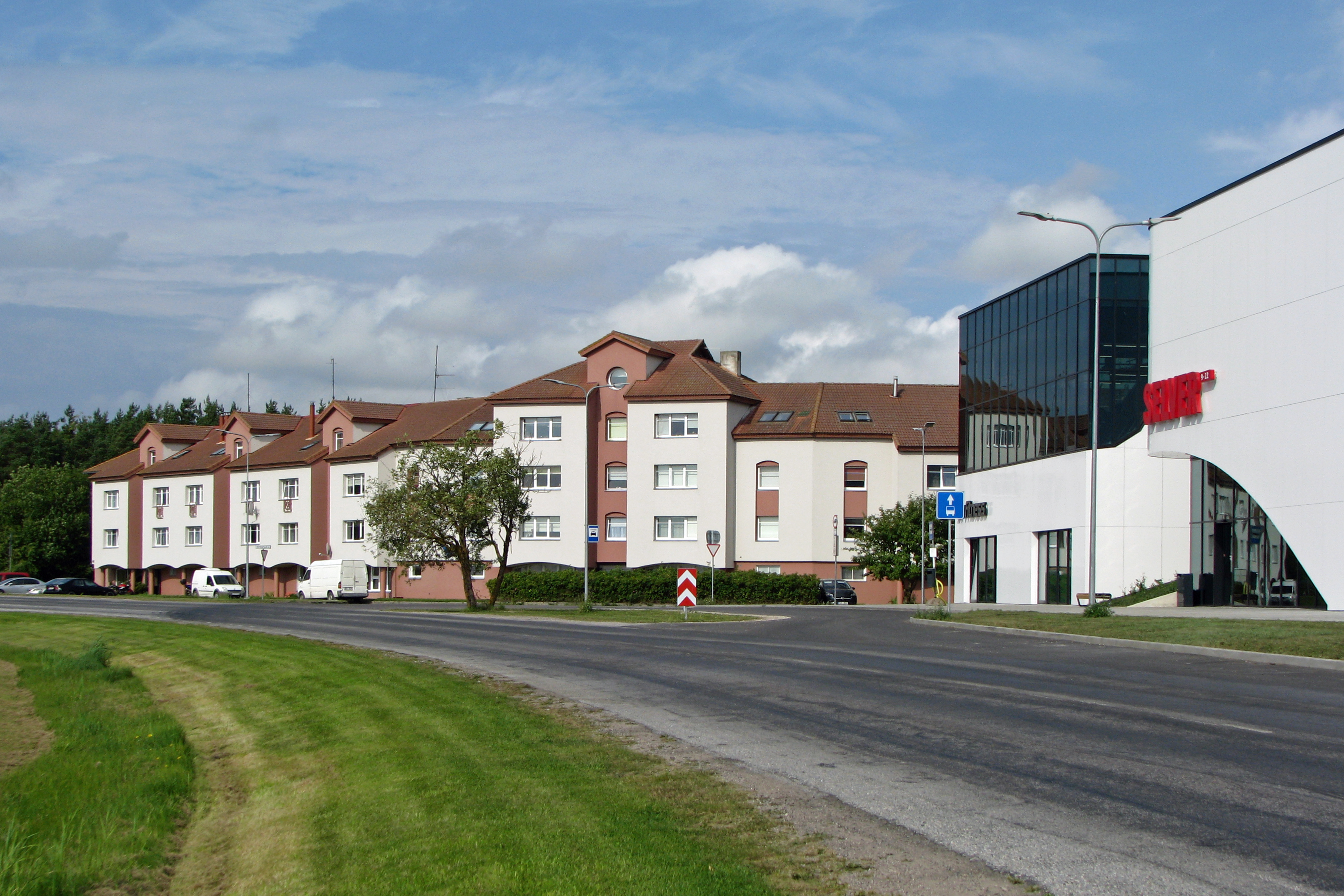
Улица Ранна
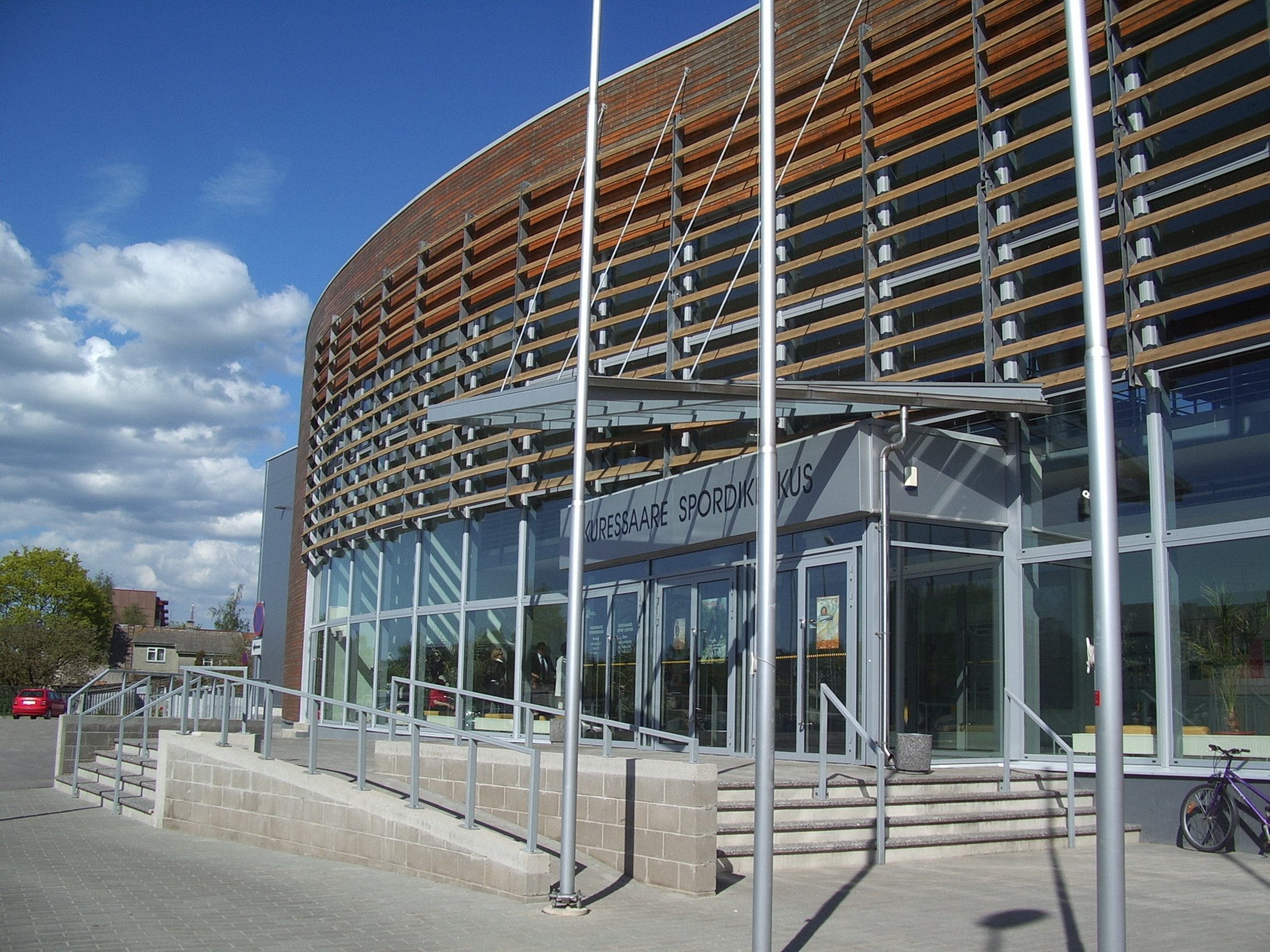
Спортивный центр
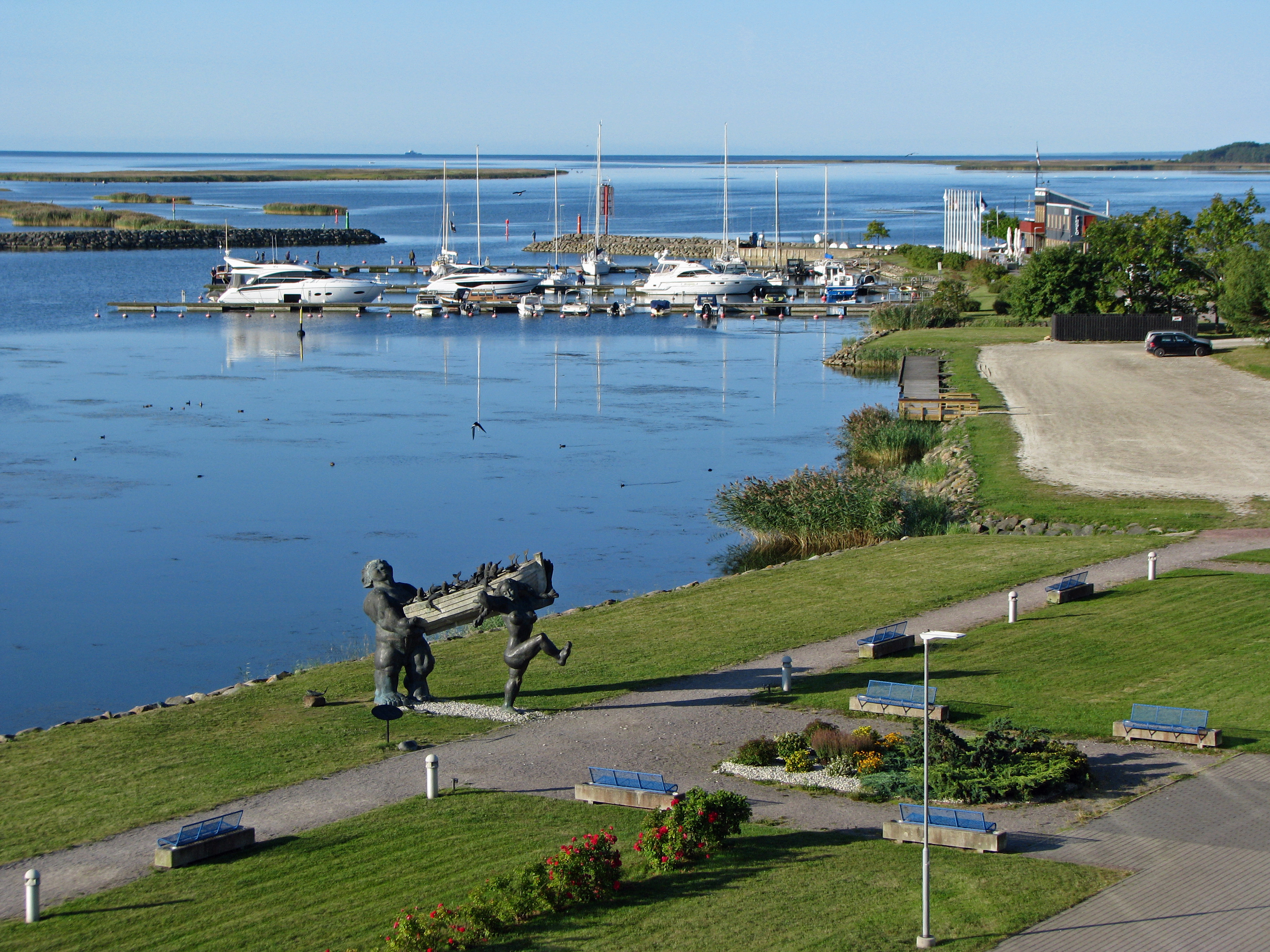
Яхтенная гавань
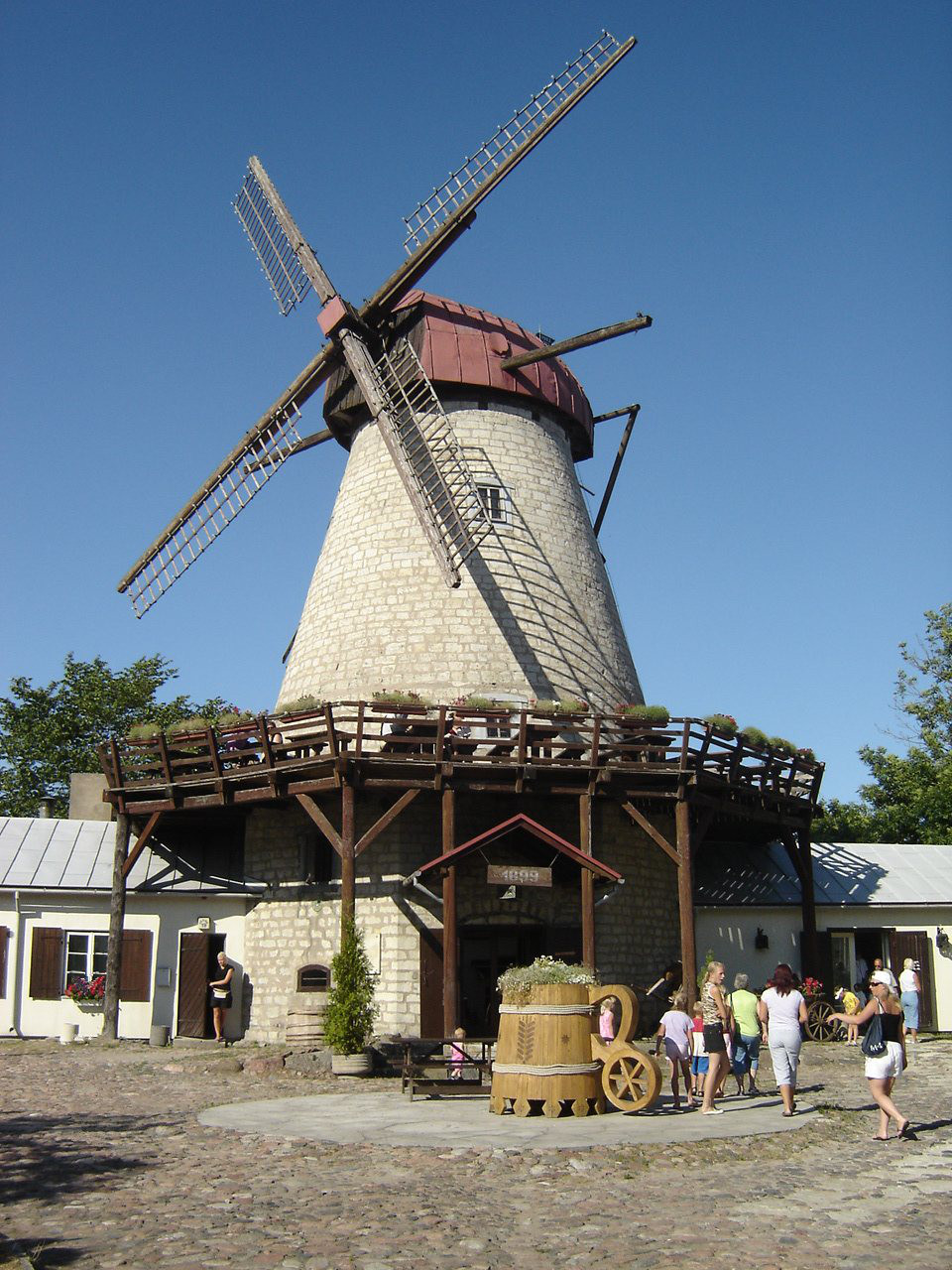
Таверна «Вески»
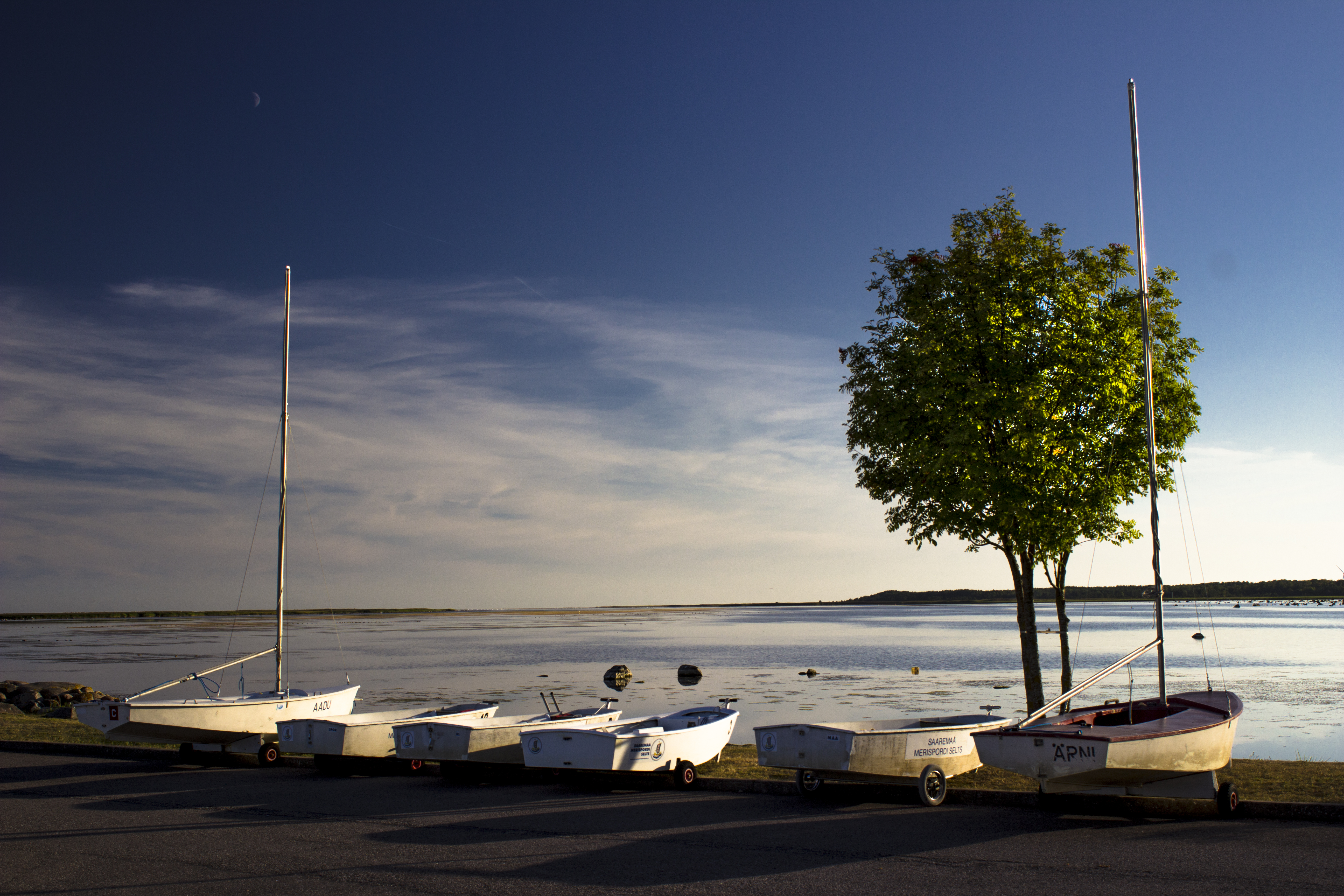
Лодки на берегу Балтийского моря